# Xã Blaine, Quận Wright, Iowa
Xã Blaine (tiếng Anh: Blaine Township) là một xã thuộc quận Wright, tiểu bang Iowa, Hoa Kỳ. Năm 2010, dân số của xã này là 688 người.